# Les Deux Nigauds
Les Deux Nigauds est un roman de la comtesse de Ségur paru à Paris chez Louis Hachette, en 1863.

## Contexte
La comtesse de Ségur, qui a vécu presque toute sa vie à la campagne, entend montrer les nombreux inconvénients qu’il y a à vivre en ville. Par ailleurs, l’inexpérience des deux enfants, associée à leurs nombreux défauts les font apparaître, à Paris, sous un jour vraiment ridicule. Alors qu’ils désiraient ardemment y séjourner, ils déchantent très vite et seront ravis de rentrer chez eux.
L’autrice critique également les parents qui cèdent facilement à leurs enfants. M. Gargilier reconnaît être en partie responsable des déboires d’Innocent et Simplicie, et qu’il n’aurait jamais dû les laisser quitter le domicile familial. Il parle de la pension de son fils comme « cette maison où l’on fait entrer son entêtement et ma faiblesse ». Simplicie est décrite, par ailleurs, comme mal élevée, ce qui amène une connaissance de ses parents à refuser qu’elle fréquente ses filles.
Par delà la question de l’attraction que peut avoir Paris sur les provinciaux, la comtesse de Ségur traite de l’un de ses sujets phares : l’éducation des enfants, qu’elle veut bienveillante mais ferme et traditionnelle.

## Résumé
Innocent et Simplicie Gargilier, âgés de 14 et 12 ans, vivent avec leurs parents en Bretagne, mais cela ne leur convient pas, car ils rêvent de la capitale.
Lassé de leurs supplications continuelles pour aller à Paris, M. Gargilier décide de les y envoyer pendant une saison pour qu’ils se rendent compte à quel point leur vie est agréable à la campagne. Il est entendu qu’Innocent ira en pension et que sa sœur sera confiée à Mme Bonbeck, sa tante. Prudence Crépinet, la bonne des enfants, doit les accompagner. Dès le début du voyage, les trois personnages accumulent les ennuis. Heureusement, ils rencontrent Boginski et Cozrgbrlewski, deux anciens militaires polonais qui vivent misérablement en France. Une fois arrivés à Paris, ils se rendent tous chez Mme Bonbeck qui héberge les deux étrangers, et comme convenu, Innocent entre en pension.
Dès les premiers jours de leur séjour à Paris, les deux adolescents regrettent d’y être venus. Ils sont tout d’abord constamment raillés du fait de leurs manières provinciales et de leur mauvais goût vestimentaire. Leur tante s’avère être une femme colérique, extravagante et violente, qui n’hésite pas à corriger Simplicie. Celle-ci, vaniteuse et coquette, pense rendre jalouses les autres fillettes, par ses tenues ridicules qui ne font que lui attirer des moqueries. Innocent n’est guère plus heureux. Il devient le souffre-douleur de ses camarades dès le premier jour. Il est isolé, et les autres garçons n’hésitent pas à le voler ou à le battre.
Ne supportant plus la violence de Mme Bonbeck, Simplicie, Prudence et Cozrgbrlewski s’enfuient de chez elle. Ils demandent la permission de retourner chez eux, accompagnés d’Innocent, permission que M. et Mme Gargilier donnent sans hésiter quand ils prennent connaissance des mésaventures de leurs enfants. Boginski finit par lui aussi les rejoindre.

## Lien avec d'autres œuvres
Déjà apparus dans Les Bons Enfants, paru l'année précédente, Innocent et Simplicie rencontrent plusieurs personnages de ce roman, notamment Sophie.

## Adaptations
Il y eut une adaptation à la télévision française dans la série Le Théâtre de la jeunesse de Claude Santelli, réalisation de René Lucot d'après un scénario de Michel Subiela. Première diffusion le jour de Noël 1966.

## Illustration
Ce roman a été illustré en premier par Horace Castelli (1863), puis notamment par Félix Lorioux (1931), Jobbé-Duval, Robert Cami, Jacques Touchet, Matéja (Marie-Thérèse Jallon) etc.